# Рубанчик, Яков Осипович
Яков Осипович (Иосифович) Рубанчик (1899, Таганрог — 1948, Ленинград) — советский архитектор, художник.

## Биография
Родился 4 июня 1899 года в Таганроге в семье фотохудожника и владельца фотоателье Иосифа Абрамовича Рубанчика и Надежды Борисовны Минкус (1868—1942, сестры архитектора А. Б. Минкуса). Сестра — Евгения Осиповна Рубанчик (её дочь — архитектор Елена Михайловна Свердлова). Дядя — архитектор Ф. А. Троупянский.
Учился в Таганрогской мужской гимназии.
Окончил архитектурный факультет Высшего художественно-технического института (бывшей Академии Художеств) в 1928 году.
В 1930—1931 годах член ленинградской группы Объединения архитекторов-урбанистов (АРУ).
В конце 1920-х годов работал над проектами фабрик-кухонь.
В 1933—1941 годах возглавлял мастерскую № 1 института «Гипрогор».
В годы блокады Ленинграда 1941—1944 годов создал серию архитектурных зарисовок города (свыше 140 листов).
Сразу после снятия блокады создал серию зарисовок разрушений в Пушкине и Петродворце под общим названием «Расстрелянный Растрелли».
С 1944 года возглавлял проектную мастерскую № 4 института «Ленпроект», где занимался разработкой проектов застройки Выборгской стороны.
Умер 20 декабря 1948 года в Ленинграде.

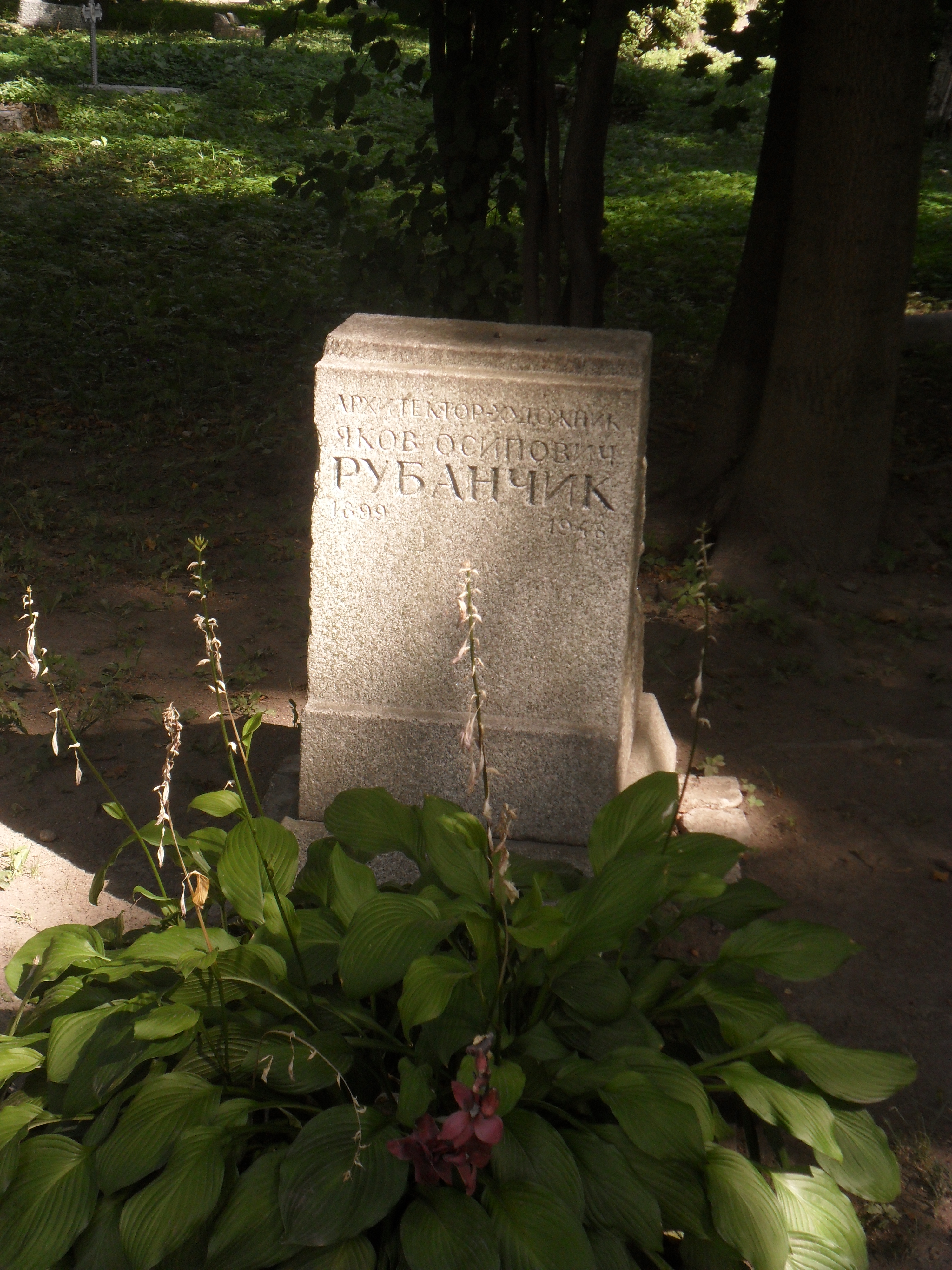
Могила Рубанчика
на Литераторских мостках
в Санкт-Петербурге.

Двоюродные братья — архитектор М. А. Минкус и учёный в области холодильной техники Б. А. Минкус.

## Известные работы
- Монумент Революции в Одессе (1919)
- Проект реконструкции Приморского бульвара в Одессе (1919)
- Памятник на могиле Трофима Дышлового в Таганроге (1920)
- Монумент Ленину в Одессе (1925)
- Проект реконструкции Привокзальной площади в Сочи (1930-е гг.)
- Фабрики-кухни Василеостровского, Невского, Выборгского и Кировского районов в Ленинграде (совместно с А. К. Барутчевым, И. А. Гильтером и И. А. Меерзоном (1928—1931)
- Дом-коммуна в переулке Матвеева (совместно с И. А. Меерзоном)
- Универмаг у Нарвской заставы в Ленинграде (1929)
- Ботанический музей Академии Наук СССР в Ленинграде (1930 г.; конкурс)
- Дом Красной армии и флота в Кронштадте (1933—1934 гг.; конкурс закрытый, III-й тур; соавторы: А. К. Барутчев, И. А. Гильтер, И. А. Меерзон)
- Комплекс Академии наук СССР в Москве (1934 г.; конкурс закрытый; соавторы: А. К. Барутчев, И. А. Гильтер, И. А. Меерзон)
- Жилой дом для специалистов. Ленинград, Кронверкский пр., 65А.
- Театр в Сочи — Мацесте (1934 г.; соавторы: А. К. Барутчев, И. А. Гильтер, И. А. Меерзон)
- Центральный парк культуры и отдыха на Крестовском острове в Ленинграде (конкурс всесоюзный; 4-я премия; соавторы: А. К. Барутчев, И. А. Гильтер, И. А. Меерзон)
- Дом национальных искусств Дагестанской АССР в Махачкале (1936 г.; соавторы: А. К. Барутчев, И. А. Гильтер, И. А. Меерзон).

## Память
В 2020 году в рамках просветительского проекта «Сохранённая культура» в Санкт-Петербурге был снят документальный фильм-расследование «Архитектура блокады», посвященный маскировке Ленинграда в годы Великой Отечественной войны. Главными героями фильма  стали ленинградские архитекторы, оставшиеся в городе во время блокады. Среди них — главный архитектор Ленинграда Николай Баранов, его заместитель Александр Наумов и руководитель Государственной инспекцией по охране памятников архитектуры в Ленинграде (ныне — КГИОП Санкт-Петербурга)  Николай Белехов, а также теоретик и практик транспортной архитектуры Игорь Явейн, архитектор, художник, мастер художественного стекла Борис Смирнов, бывший главный архитектор Ленинграда, автор генерального плана развития города Лев Ильин и архитектор, художник Яков Рубанчик, руководившие во время блокады бригадами по обмеру зданий-памятников — решение об организации таких бригад принял в октябре 1941 года Ленгорисполком, чтобы при уничтожении или повреждении заданий в результате немецких бомбежек и артобстрелов их впоследствии можно было восстановить.
Автором идеи и продюсером проекта выступил внук архитектора Александра Наумова, петербургский юрист и ученый Виктор Наумов, режиссер — Максим Якубсон. В съемках фильма приняли участие потомки Якова Рубанчика: его племянница, архитектор Елена Михайловна Свердлова и внучатый племянник, художник Евгений Александрович Свердлов. Премьера фильма состоялась в петербургском киноцентре «Дом кино» 27 января 2020 года — в День полного освобождения Ленинграда от фашистской блокады.
Так как в фильм вошли не все отснятые материалы, весной 2020 года создатели ленты смонтировали и разместили в свободном доступе на видеохостингах несколько дополнительных сюжетов, в том числе «Яков Рубанчик. Влюбленный в город», где более подробно, чем в фильме, рассказывается о множестве документальных зарисовок — свыше 140 листов — из жизни блокадного города и серии рисунков с видами разрушений в Пушкине и Петродворце «Расстрелянный Растрелли», которую Рубанчик выполнил сразу после снятия блокады.
В ноябре 2020 года в таганрогском Музее градостроительства и быта открылась выставка «Блокадный дневник Якова Рубанчика». На выставке было представлено около сотни графических листов Якова Рубанчика из собрания Государственного музея истории Санкт-Петербурга.